# Georg Magnus Sprengtporten

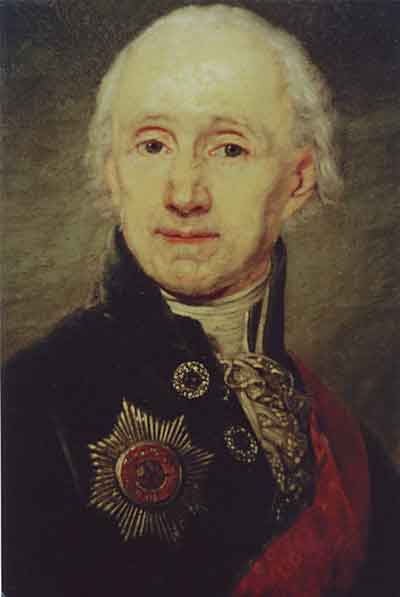
Göran Magnus Sprengtporten

Georg Magnus Sprengtporten (finnisch: Yrjö Maunu; * 16. August 1740 in Porvoo; † 13. Oktober 1819 in Sankt Petersburg) war ein finnischer Militär und Politiker. Er war der erste russische Generalgouverneur des Großfürstentums Finnland.

## Leben
Georg (oder Göran) Magnus Sprengtporten war ein Sohn des Majors Magnus Wilhelm Sprengtport und dessen Ehefrau Elsa Katarina Ulfsparre. Sein Halbbruder war Jacob Magnus Sprengtporten.
Sprengtporten trat in schwedischen Militärdienst und nahm 1757 am Pommerschen Krieg gegen Preußen teil. Er gründete 1780 eine Kadettenschule in Kuopio, die ein Jahr später nach Rantasalmi verlegt wurde. Da er seine militärischen Verdienste vom schwedischen König zu wenig gewürdigt fand, wandte er sich Russland zu und übernahm auf Einladung von Zarin Katharina II. als General das Kommando über ein russisches Armeekorps, das sich während des Russisch-Schwedischen Krieges gegen die schwedischen Truppen in Finnland richtete. In der Schlacht bei Porrassalmi im Juni 1789 wurde er verwundet.
Nach der Abtretung Finnlands von Schweden an Russland wurde Sprengtporten am 19. November 1808 zum ersten russischen Generalgouverneur des Großfürstentums Finnland ernannt. Doch schon am 17. Juni 1809 wurde Michael Andreas Barclay de Tolly zu seinem Nachfolger ernannt.
Sprengtporten starb in Sankt Petersburg und wurde auf dem dortigen Evangelischen Smolensker-Friedhof begraben.
Er war dreimal verheiratet. 1764 heiratete er Anna Elisabet Glansenstierna (1746–1785), eine Tochter des Oberstleutnants Lorenz Glasenstierna (1706–1774) und Vendela Eleonora Torwigge (1714–1782). Von 1788 bis 1797 war er mit der holländischen Gräfin Anna Charlotte d’Aumale (1763–1839) und danach mit der russischen Gräfin Warwara Nikolajewna Samytsky († 1850) verheiratet. Sein Sohn Magnus Wilhelm (1772–1801) wurde Oberstleutnant.

## Auszeichnungen
- 1789: Russischer Orden der Heiligen Anna
- 1801: Alexander-Newski-Orden